# Fanagalo
Fanagalo is een pidgintaal die wordt gesproken in Zuid-Afrika. Het is voornamelijk gebaseerd op het Zoeloe, aangevuld met kleine invloeden uit de Engelse en Afrikaanse taal. Het wordt gebruikt als lingua franca, wat inhoudt dat het gesproken wordt door mensen met een verschillende moedertaal. Fanagalo wordt vooral gesproken in de goud-, diamant-, steenkool- en kopermijnen in Zuid-Afrika, maar ook in Congo-Kinshasa, Zimbabwe, Zambia en Namibië, hetzij minder. Het is de enige van het Zoeloe afgeleide pidgintaal en vrij uniek, daar het gebaseerd is op een inheemse taal en niet op een taal van een land dat koloniën had of handel bedreef met Zuid-Afrika, terwijl dit vaker het geval is.
In Zimbabwe is het Chilapalapa een variant op het Fanagalo, beïnvloed door het Shona. In Zambia is het Cikabanga een variant. Deze taal is beïnvloed door het Bemba.

## Geschiedenis
Fanagalo is een van de pidgintalen die ontstonden gedurende de periode van kolonisaties ter bevordering van het gemak van communicatie. De historicus Ralph Adendorff meent dat de taal is ontstaan in de negentiende eeuw in KwaZoeloe-Natal, een Zuid-Afrikaanse provincie gelegen in het oosten. Hierdoor was het mogelijk voor Engelse kolonisten om te communiceren met hun arbeiders, maar ook met de Nederlandse kolonisten.
Omdat in de Zuid-Afrikaanse mijnbouw mijnwerkers zaten uit zowel het zuiden als het midden van Afrika, werd in de mijnen de taal veel gebruikt (als lingua franca). Een nieuwe mijnwerker werd alvorens de mijn in te gaan snel wegwijs gemaakt in het Fanagalo, zodat er direct goed gecommuniceerd kon worden.
Adendorff onderscheidt twee varianten van de taal, het Mijn-Fanagalo en het Tuin-Fanagalo. De eerste werd - vanzelfsprekend - gebruikt in de mijnen; de tweede werd gesproken door de keukenmeiden en het overige huishoudelijk personeel. Deze laatste groep werd ook wel "keukenkaffer" genoemd, wat een pijnlijke bijnaam was, daar kaffer in Afrika als een ernstig racistisch scheldwoord wordt beschouwd.
Geschat wordt dat de vocabulaire voor 70% is gebaseerd op het Zoeloe, 25% op het Engels en 5% op het Afrikaans. De taal wijkt wat betreft vervoegingen af van het Zoeloe en houdt vaak de woordvolgorde in het Engels aan.

## Etymologie
De naam Fanagalo komt uit een van de Ngunitalen, en wel van drie verschillende woorden: "fana", "ga" en "lo", wat letterlijk "gelijk is dat" betekent, waarmee het bevel "doe het zo!" of "doe het goed!" wordt bedoeld, refererend aan het gebruik van de taal. De naam wordt ook wel geschreven als Fanakalo of Fanekolo. Isikula, Lololo of Isilololo, Piki of Isipiki en Silunguboi zijn synoniemen.
Bij de naam Chilapalapa (chi is een prefix in de Ngunitalen, wat duidt op de soort bevolkingsgroep) wordt nadruk gelegd op "lapa", wat "daar" betekent.